# Mi Teleférico
Mi Teleférico, oficialmente Empresa Estatal de Transporte por Cable Mi Teleférico, es la empresa estatal encargada de la administración del sistema de transporte por cable urbano Teleférico La Paz-El Alto,  que une las ciudades de La Paz y El Alto, así como una línea turística en Oruro en Bolivia. Es el segundo sistema de teleféricos en Bolivia, siendo el primero inaugurado en 1999 en la ciudad de Cochabamba, denominado Teleférico del Cristo de la Concordia. Es la primera empresa estatal de transporte público metropolitano en Bolivia.
Junto con La Paz Bus y el Bus Municipal de El Alto forma parte del sistema de transporte urbano del área metropolitana de La Paz. La primera de sus líneas inició operaciones el 30 de mayo de 2014. Al concluirse las tres primeras líneas se convirtió en la red de teleféricos de transporte urbano más largo del mundo. El 9 de marzo de 2019 se inauguró la última línea correspondiente a la segunda fase de implementación: la Línea Plateada, que cerró el circuito denominado Red de Integración Metropolitana, y se convirtió en la décima línea en funcionamiento.
El sistema se planteó como respuesta a diversos problemas del área metropolitana de La Paz, conformada por las ciudades de La Paz y El Alto que contaban con un precario servicio de transporte público que no daba respuesta adecuada a la creciente demanda de los usuarios y los gastos significativos en tiempo y dinero que implica el movilizarse entre ambas ciudades, además del tráfico caótico y con altos niveles de contaminación ambiental y auditiva que generaban, la creciente demanda de gasolina y diésel, que son subvencionadas por el Estado. El servicio permitió la conexión efectiva de la ciudad de La Paz a una altitud promedio de 3600 m s. n. m. que posee una intrincada topografía, rodeada de cadenas montañosas y ríos diversos con la ciudad de El Alto asentada en una planicie ubicada a 4100 m s. n. m., reduciendo tiempos y costos de viaje.
El costo del pasaje en cada línea es de 3 bolivianos por persona. Al hacer transbordo a otra línea, el costo es de 2 bolivianos. El servicio permite transportar bicicletas pagando un pasaje extra excepto los fines de semana en las Líneas Verde y Amarilla.
Desde su inauguración Mi Teleférico se ha convertido en uno de los principales atractivos turísticos de ambas ciudades, ya que es la red de teleféricos más grande de todo el mundo.

## Historia

### Antecedentes

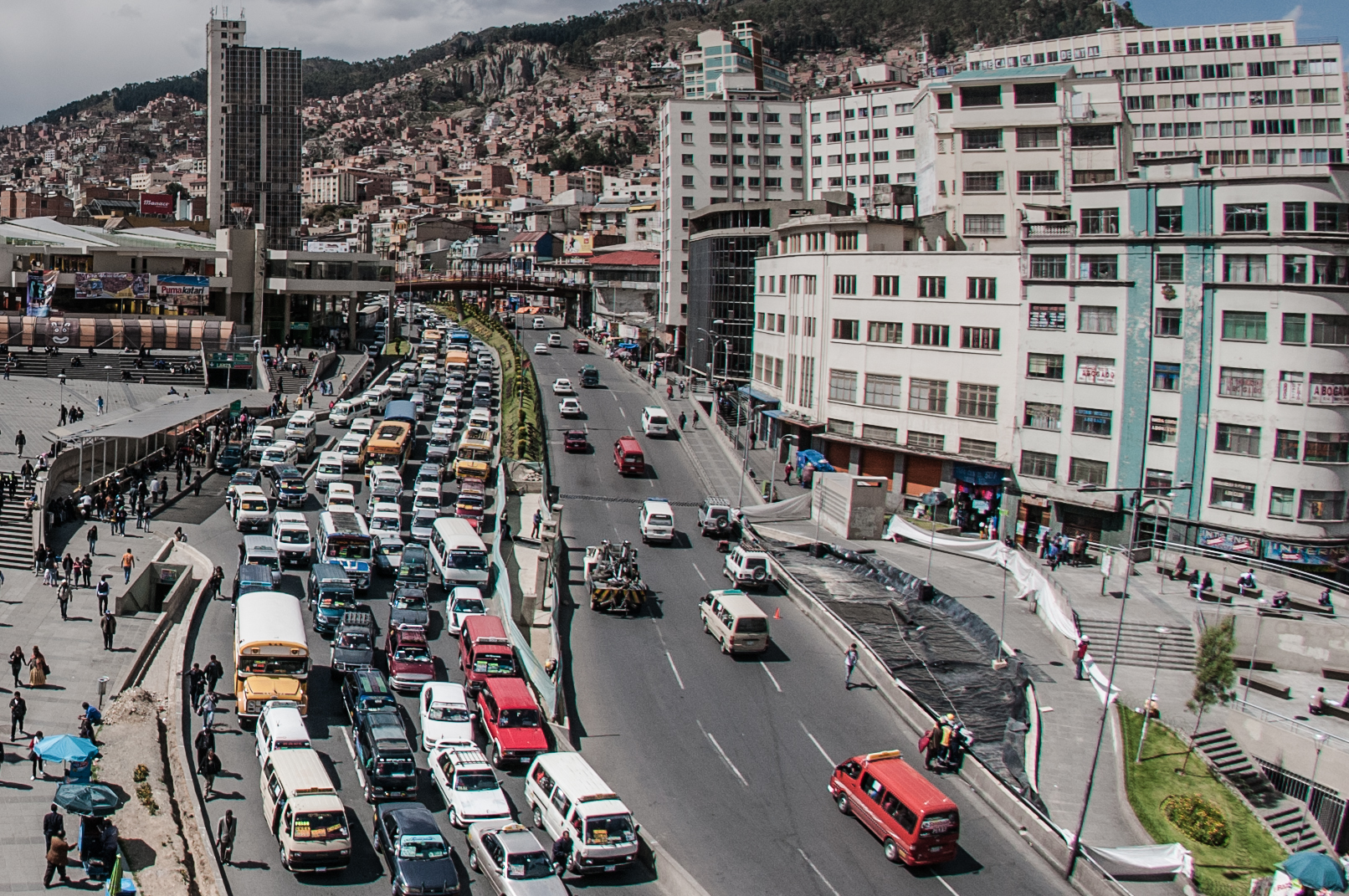
Aglomeración vehicular sobre la Avenida Mariscal Santa Cruz en el centro de La Paz durante la hora pico.

En los años 70, bajo la gestión edilicia de Mario Mercado Vaca Guzmán, un equipo de planificadores proyectó un teleférico que unía La Ceja de El Alto con la zona de la Florida.[cita requerida]
El año 1968 el PNUD, a través de una firma suiza, realizó un ante proyecto de funicular subterráneo que uniría San Francisco con El Alto, con una parada en el Cementerio General de La Paz, el cual se desechó por su elevado costo.
En la gestión del alcalde Ronald MacLean Abaroa, por los años 90, se hizo un estudio de factibilidad para la construcción de un teleférico entre las ciudades de La Paz y El Alto. El proyecto uniría La Ceja con la Plaza de San Francisco. Los puntos más controvertidos eran el costo de pasaje, la poca capacidad de llevar pasajeros y la cercanía con la Basílica Menor de San Francisco. En campaña electoral el candidato del partido Conciencia de Patria CONDEPA, Julio Mantilla argüía el impacto social que implica la pérdida de empleo de los choferes de minibuses que utilizan la autopista La Paz-El Alto, además de la pérdida de privacidad.[cita requerida]
Metro aéreo, como promesa de la candidata a alcaldesa, de CONDEPA (antes opuesta al proyecto), Mónica Medina, modificó la idea original de una línea, por una red de líneas de teleféricos interconectados con un centro distribuidor en el cerro Laikakota.[cita requerida]
En la ciudad de Cochabamba el 13 de septiembre de 1999, fue instalado por la empresa Garaventa Grup, el Teleférico del Cristo de la Concordia que parte desde el Parque de la Autonomía hasta el Monumento del Cristo de la Concordia.
En 2003, en la gestión del alcalde paceño Juan del Granado, el proyecto volvió a la mesa, pero especificaciones como la ubicación de las torres, paralizaron la obra. Para ese momento se cambió la terminal de San Francisco por la cancha Zapata detrás del Monoblock de la Universidad Mayor de San Andrés, sin embargo los puntos polémicos eran los mismos.
En 2011 el Gobierno Municipal de La Paz efectuó un estudio de la demanda, determinando que al día se realizaban 1,7 millones de viajes en el municipio, que incluyen los recorridos entre La Paz y El Alto —trescientos cincuenta mil viajes— en toda el área urbana.[cita requerida]

### Construcción de la Primera Fase
En julio de 2012, la Asamblea legislativa plurinacional anuncia un proyecto de ley para la construcción de un teleférico que conectara El Alto con el centro y el sur de La Paz. El jefe de Estado convocó a los alcaldes de la ciudad de La Paz, Luis Revilla, de la ciudad de El Alto, Edgar Patana y al gobernador del departamento de La Paz, César Cocarico, a participar en este megaproyecto, que se ejecutaría bajo la modalidad de contratación directa para darle celeridad. El proyecto sería financiado por el Tesoro General de la nación de manera histórica con un préstamo interno con un crédito del Banco Central de Bolivia. 
El estado boliviano firmó un contrato llave en mano, para la ejecución del proyecto con la empresa austríaca de transporte por cable Doppelmayr y su filial local Doppelmayr Bolivia S.A. El proyecto arquitectónico fue responsabilidad de la empresa Grupo AM.  
El teleférico fue inaugurado e inició sus operaciones el 30 de mayo de 2014 y su administración fue encargada a la empresa estatal Mi Teleférico, cuyo gerente ejecutivo fue el ex militar y economista César Dockweiler. De acuerdo a estudios estadísticos, el gobierno boliviano espera una vida útil de 40 años del teleférico (hasta el año 2054), que genere ganancias para el gobierno de alrededor de $700 millones de dólares.
El 30 de mayo de 2014, se inauguró la Línea Roja de Mi Teleférico, disponiendo de 109 cabinas, cada una con capacidad para 10 pasajeros. Los teleféricos viajan a una velocidad de 5 metros por segundo. Así, el tiempo total de viaje, desde la primera hasta la tercera estación es de 10 minutos.

### Segunda fase

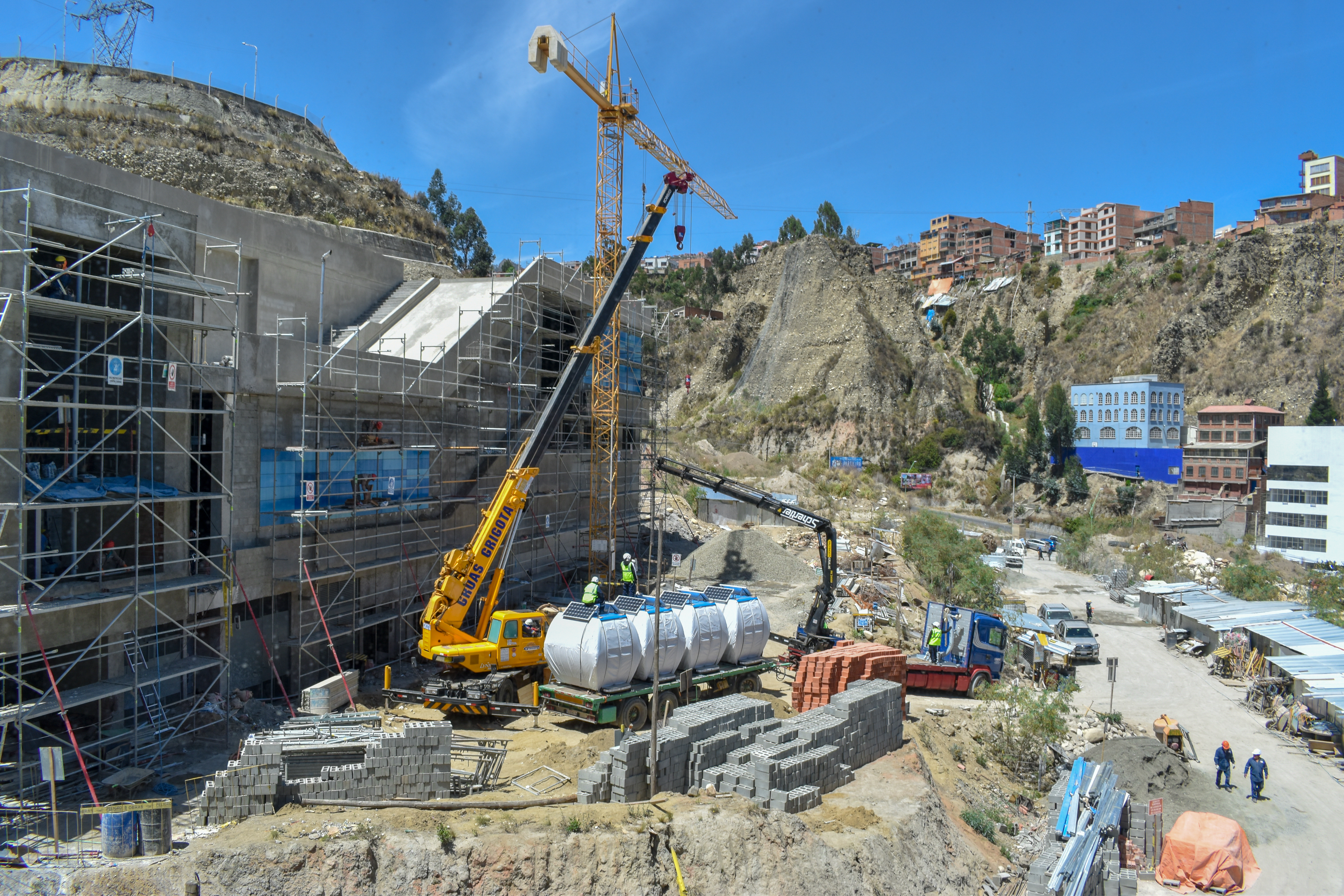
Construcción de una estación de teleféricos en la Curva de Holguín.

El 1 de julio de 2014, el Presidente de Bolivia Evo Morales Ayma, anunció la construcción de cinco nuevas líneas interconectadas, para los próximos años.
El 26 de enero de 2015, se promulgó la Ley que permite la construcción de seis nuevas líneas, más tarde se integró la Línea Plateada,  con una inversión total de USD 450 millones y una extensión en las ciudades de La Paz y El Alto por 20,30 kilómetros.
- La Línea Azul parte de la Estación 16 de Julio de la Línea Roja  en El Alto, se dirige hacia la zona Chacaltaya, luego hasta la Universidad Pública de El Alto y termina en la zona de Río Seco.

- La Línea Naranja, parte de la Estación Central de La Paz, pasa por la Avenida Armentia en las cercanías de la Plaza Riosinho hasta la avenida Periférica y concluye en la Plaza Villarroel, puerta de ingreso a la zona  de Villa Fátima.

- La Línea Blanca, parte en la Plaza Villarroel, pasa por hacia el monumento Busch, Plaza Triangular, hasta la Avenida del Poeta donde se conecta con la Línea Celeste, en este punto se conecta con la Avenida Arce por medio de un edificio de elevadores.

- La Línea Celeste tiene inicio en la Curva de Holguín, pasando por la Avenida del Poeta con una conexión directa a la Avenida Arce, conectando la estación con la Línea Blanca y cruzando el Parque Urbano Central hasta culminar en la calle Bueno, detrás del Cine Monje Campero y al frente de la parada de La Paz Bus y Mercado-Centro Comercial Camacho, cerca del Paseo del Prado.

- La Línea Morada, parte de Avenida 6 de marzo, llega hasta el Faro Murillo y termina en las cercanías del Palacio de Telecomunicaciones, en la avenida Mariscal Santa Cruz .

- La Línea Café , la más corta de la red, parte de la estación Busch donde se conecta con la Línea Blanca y llega hasta la zona de Villa San Antonio y Villa Copacabana, fue inaugurada el 20 de diciembre de 2018.

- La Línea Plateada, une tres estaciones de las líneas Amarilla, Morada y Roja, todas en la ciudad de El Alto, cubriendo un trayecto total de 2,67km en un tiempo de 9,75 minutos, inaugurada en marzo de 2019.

### Tercera fase
- Se prevé una tercera fase que incluiría una ampliación de la línea Café y la implementación de 2 nuevas rutas:
- La Línea Dorada, empezará en la Estación Irpavi, aledaña al Colegio Militar del Ejército (donde termina la Línea Verde), seguirá hacia Achumani y terminará en el barrio de Cota Cota, al sur de la ciudad de La Paz.

### Línea turística Oruro
- La Línea Turística Santuario Virgen del Socavón, en la Av. Junin, Zona Folklore, frente al Santuario de la Virgen del Socavón y llega hasta Monumento a la Virgen del Socavón, fue inaugurada el 7 de febrero de 2018.

### Derrumbe de barreras geográficas y choque cultural
A poco tiempo de la puesta en operación de la Línea Verde, vecinos del barrio de Irpavi y aledaños (barrios acomodados), hicieron pública su molestia a través de las redes sociales debido a las diferentes conductas de los vecinos de El Alto, que ahora acudían en gran número a la zona. Se difundieron fotografías de personas sentadas y echadas en el interior del MegaCenter (centro comercial de la ciudad). Estas reacciones fueron catalogadas como racistas por el Viceministro de Descolonización, Félix Cárdenas. Los sucesos sacaron a la luz el contraste de las distintas sociedades que componen las dos urbes, tema analizado en la película boliviana Zona Sur.

#### Cambio de administración
El 4 de junio de 2021, el Abog. Simón Sergio Choque Siñani asume como el nuevo Gerente de la  Empresa Estatal de Transporte por Cable Mi Teleférico. La nueva autoridad es de origen alteño, Licenciado en Derecho de la Universidad Tecnológica Bolivian, expresidente la Cámara de Diputados de la Asamblea Legislativa de Bolivia en la Gestión 2019-2020
Su misión es garantizar que la Empresa Estatal de Transporte por Cable Mi teleférico siga brindando un servicio con altos estándares de calidad a los usuarios.

## Características técnicas

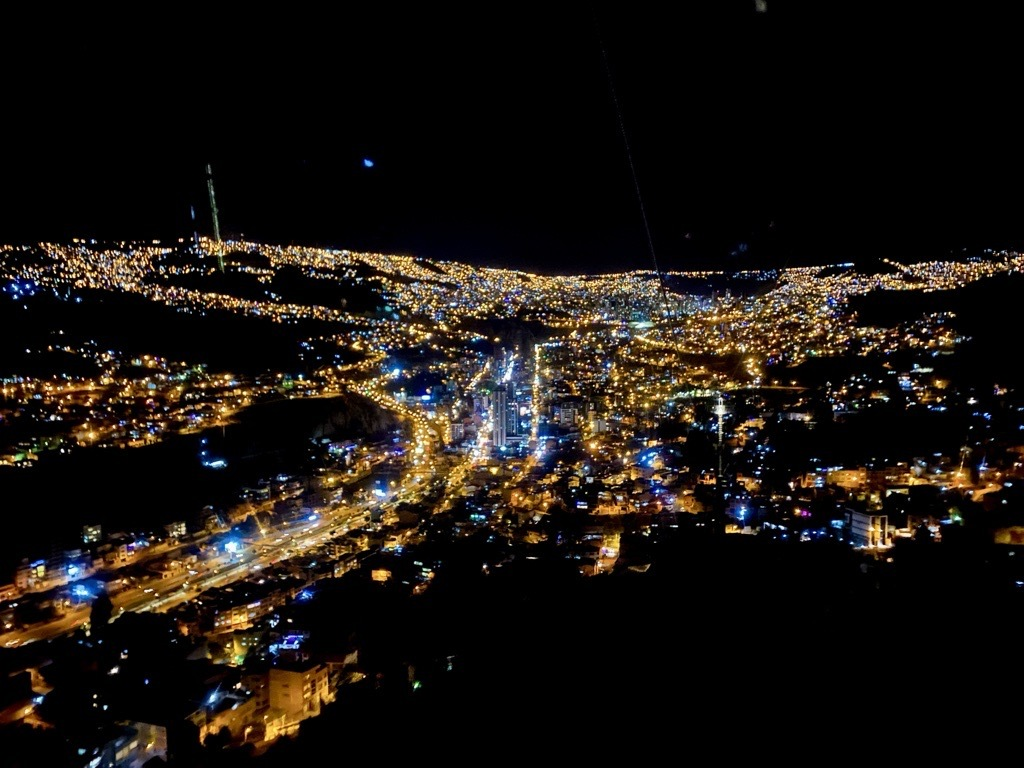
Vista nocturna de La Paz desde una de las cabinas

La primera fase del proyecto consistió en la implementación de un sistema de Transporte por cable (monocable), distribuido en 3 corredores (líneas). Las distancias aproximadas de cada línea son: 2664 m en la Línea Roja, 3883 m en la Línea Amarilla, 3830 m en la línea Verde. El tiempo estimado de viaje en las 3 líneas es de 10 minutos en la roja, 16,5 minutos en la amarilla y 16,5 minutos en la verde, con una capacidad máxima de 6000 pasajeros por hora (subida y bajada) por línea y 443 cabinas distribuidas en las 3 líneas. La capacidad de cada cabina es de 10 pasajeros sentados, con una frecuencia de salida cada 12 segundos y un servicio de 17 horas/día. Se implementaron 30 100 m², de superficie, distribuidos en 11 estaciones (una doble en C. de Holguín), además de 74 torres distribuidas en los 10 377 metros de longitud del sistema.

## Líneas y estaciones
Hasta 2019 se cuentan 10 líneas de Mi Teleférico en funcionamiento, además de una línea turística en la ciudad de Oruro.

### Línea Roja

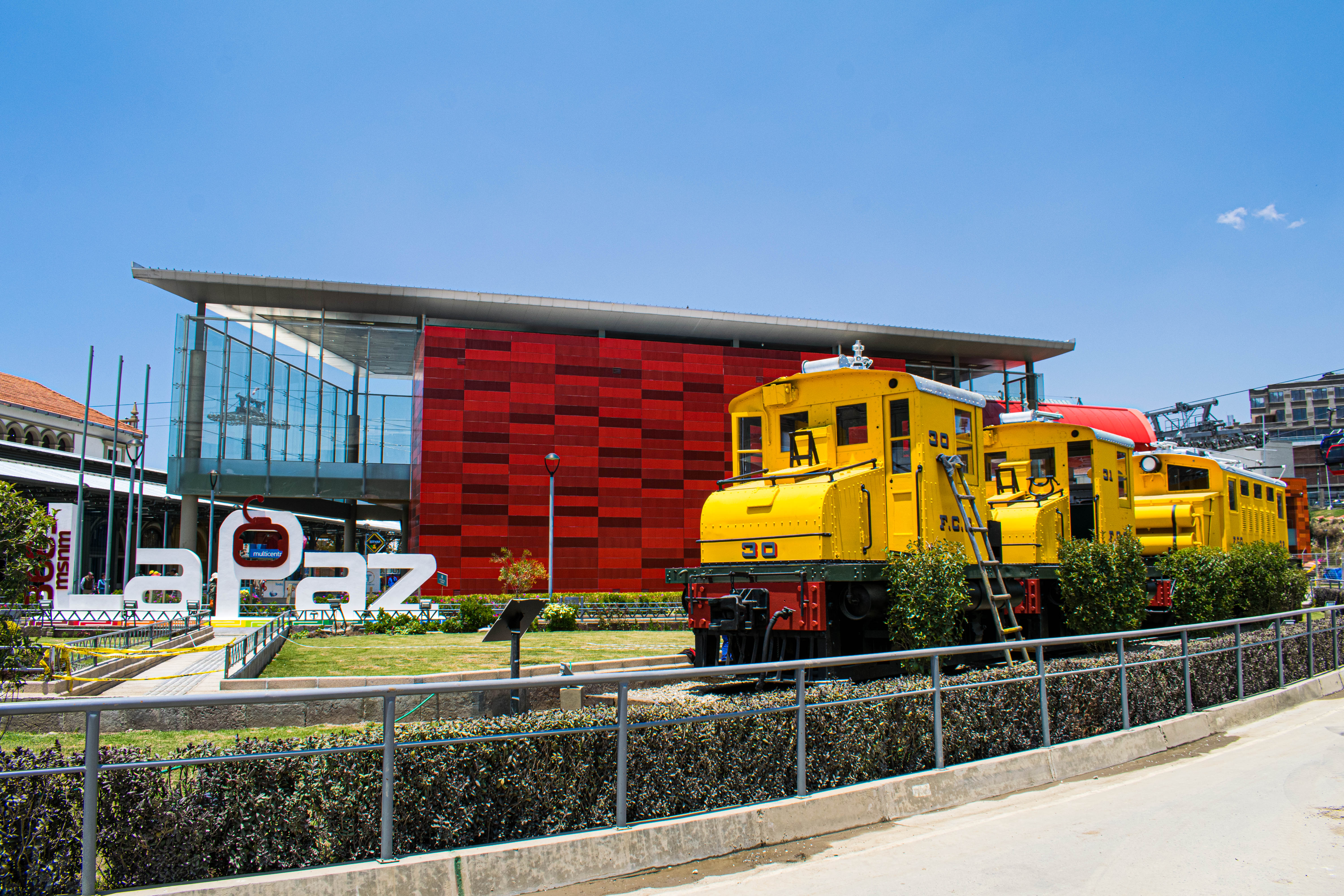
Estación Central de la línea roja junto a la estación antigua de ferrocarriles ENFE de La Paz.

La Línea Roja fue inaugurada el 30 de mayo de 2014, fecha en donde inició sus operaciones abriendo sus puertas al público paceño.
|        | Nombre        | Nombre      | Dirección |
| Aimara | Español       |             | Dirección |
|        | Taypi Uta     | Central     | Avenida Manco Cápac, Exestación de ferrocarriles. Zona Pura Pura. Estación compartida con la línea Naranja. Cerca a esta estación podemos observar uno de los barrios más novedosos de la ciudad, Chualluma. |
|        | Ajayuni       | Cementerio  | Avenida Entre Ríos, detrás del Cementerio General. Zona Cementerio. |
|        | Jach’a Qhathu | 16 de Julio | El Alto, Avenida Panorámica Norte. Zona 16 de Julio. Estación compartida con la Línea Azul y Plateada |

### Línea Amarilla

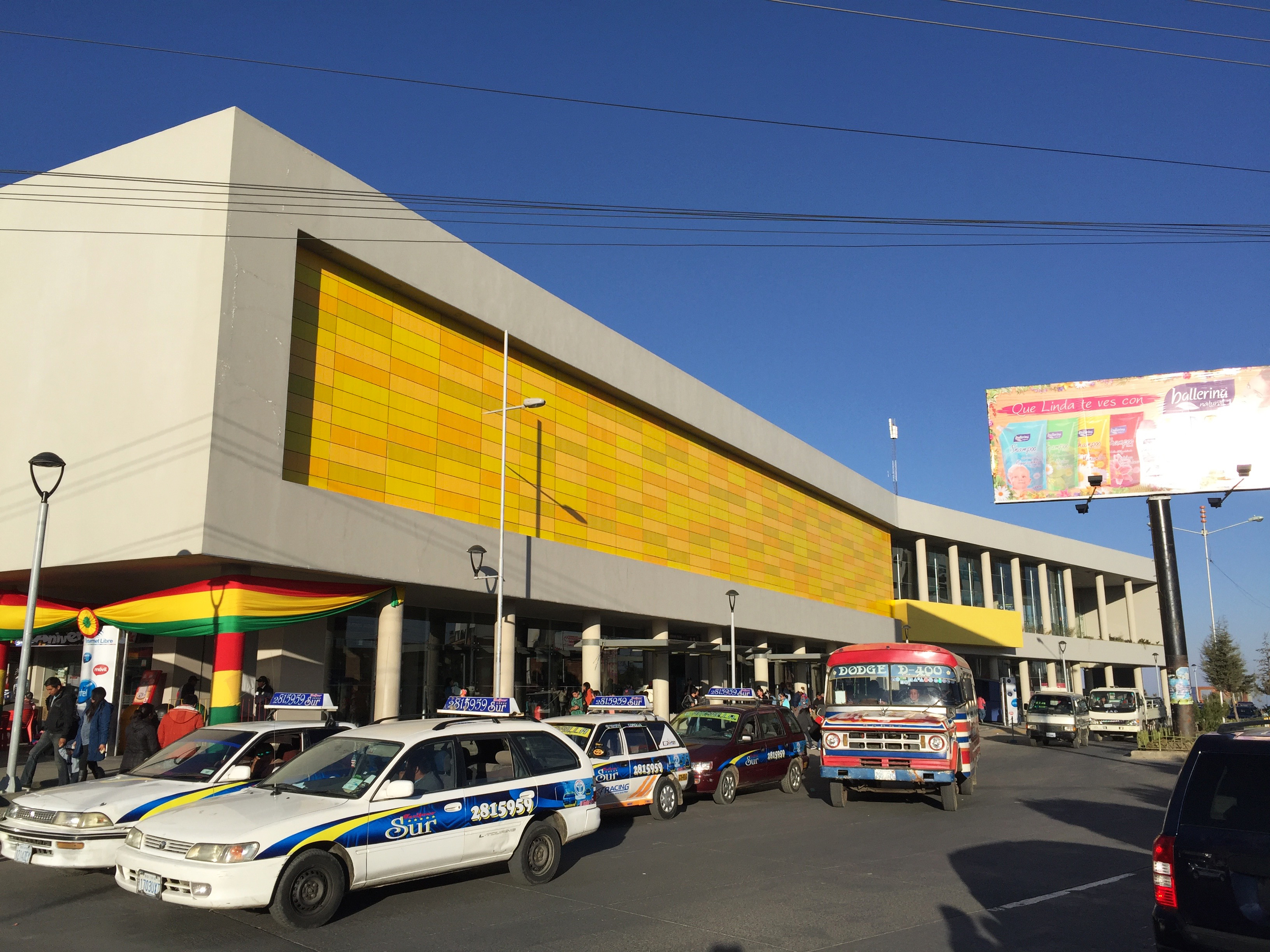
Estación Qhana Pata/Mirador de la línea amarilla

La Línea Amarilla fue inaugurada el 15 de septiembre de 2014, fecha en donde inició sus operaciones abriendo sus puertas al público paceño.
|        | Nombre     | Nombre       | Dirección |
| Aimara | Español    |              | Dirección |
|        | Chuqi Apu  | Libertador   | Av. Libertador, a la altura de la Curva de Holguín (comienzo de la zona de Obrajes). Es una estación compartida con la línea verde y celeste. |
|        | Supu Kachi | Sopocachi    | Barrio de Sopocachi, entre las calle Miguel de Cervantes y Saavedra esquina Calle Méndez Arcos, a una cuadra de la Plaza España.              |
|        | Quta Uma   | Buenos Aires | Av. Buenos Aires y Calle Moxos. Zona Cotahuma.                                                                                                |
|        | Qhana Pata | Mirador      | El Alto, Av. Panorámica. Zona Ciudad Satélite. Estación compartida con la línea Plateada.                                                     |

### Línea Verde

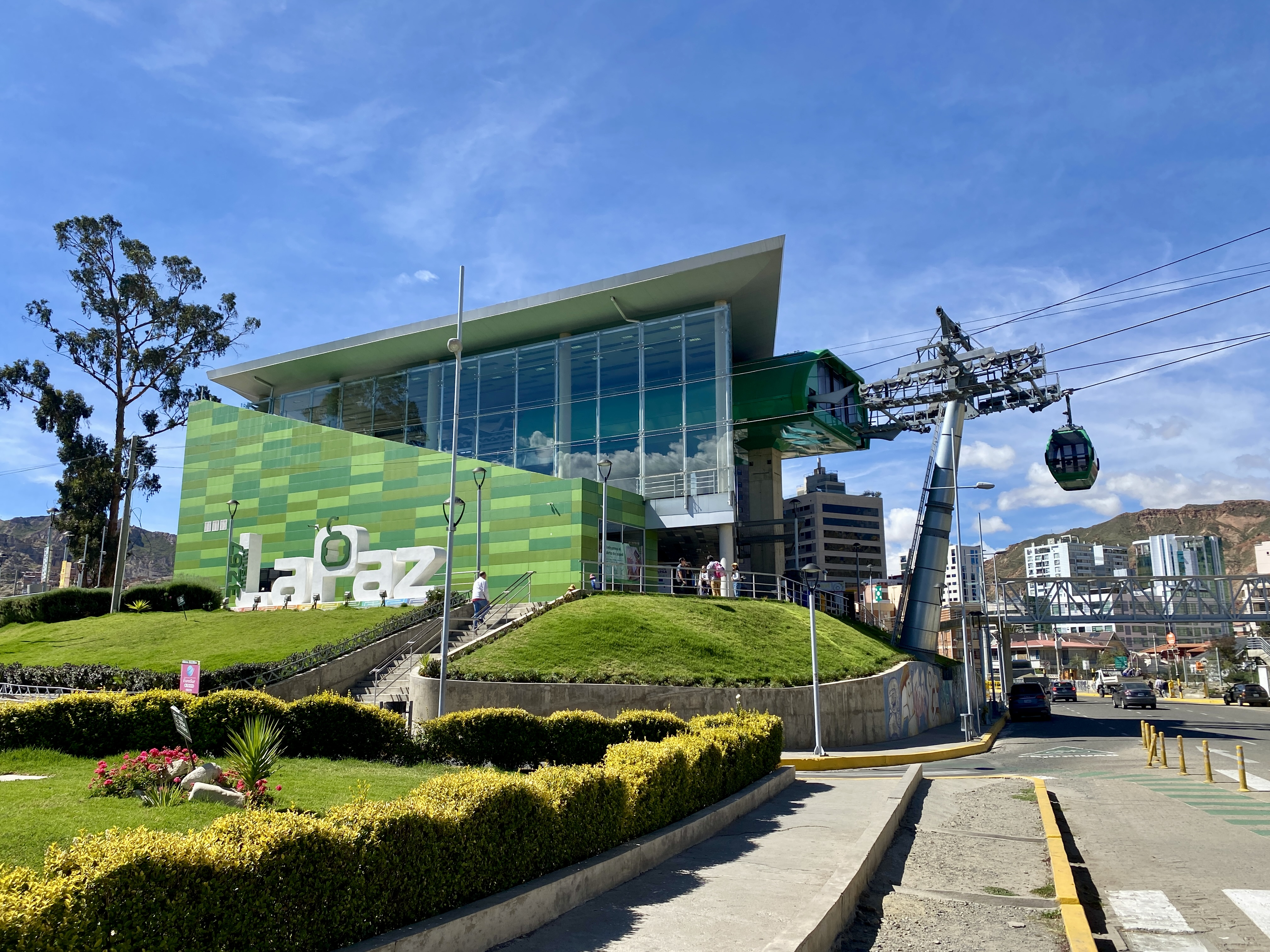
Estación Irpawi de la línea verde

La Línea Verde fue inaugurada el 4 de diciembre de 2014, fecha en donde inició sus operaciones abriendo sus puertas al público paceño.
|        | Nombre          | Nombre       | Dirección |
| Aimara | Español         |              | Dirección |
|        | Irpawi          | Irpavi       | Colegio Militar del Ejército, a la altura de calle 12 de Calacoto. Zona Irpavi.                                                                 |
|        | Aynacha Obrajes | Obrajes      | Zona Alto Obrajes, a la altura de la calle 17 (cerca al puente Esperanza).                                                                      |
|        | Pata obrajes    | Alto Obrajes | Final Av. Costanera y Av. del Maestro. Zona Alto Obrajes.                                                                                       |
|        | Chuqi Apu       | Libertador   | Av. Libertador, a la altura de la Curva de Holguín (comienzo de la zona de Obrajes). Es una estación compartida con la línea amarilla y celeste |

### Línea Azul
La Línea Azul fue inaugurada el 3 de marzo de 2017, fecha en donde inició sus operaciones abriendo sus puertas al público alteño y paceño.
|        | Nombre      | Nombre         | Dirección                                                                                    |
| Aimara | Español     |                | Dirección                                                                                    |
|        | Jacha Qhatu | 16 de Julio    | Av. Panorámica, El Alto, Zona 16 de Julio. Estación compartida con la línea Roja y Plateada. |
|        | Qhana Taki  | Plaza Libertad | Plaza Libertad                                                                               |
|        | Suma Qamaña | Plaza La Paz   | Plaza La Paz                                                                                 |
|        | Yatiña Uta  | UPEA           | Av. 16 de Julio entre Sucre A y B. Universidad Pública de El Alto.                           |
|        | Waña Jawira | Río Seco       | Av. Juan Pablo II y ruta a Laja                                                              |

### Línea Naranja

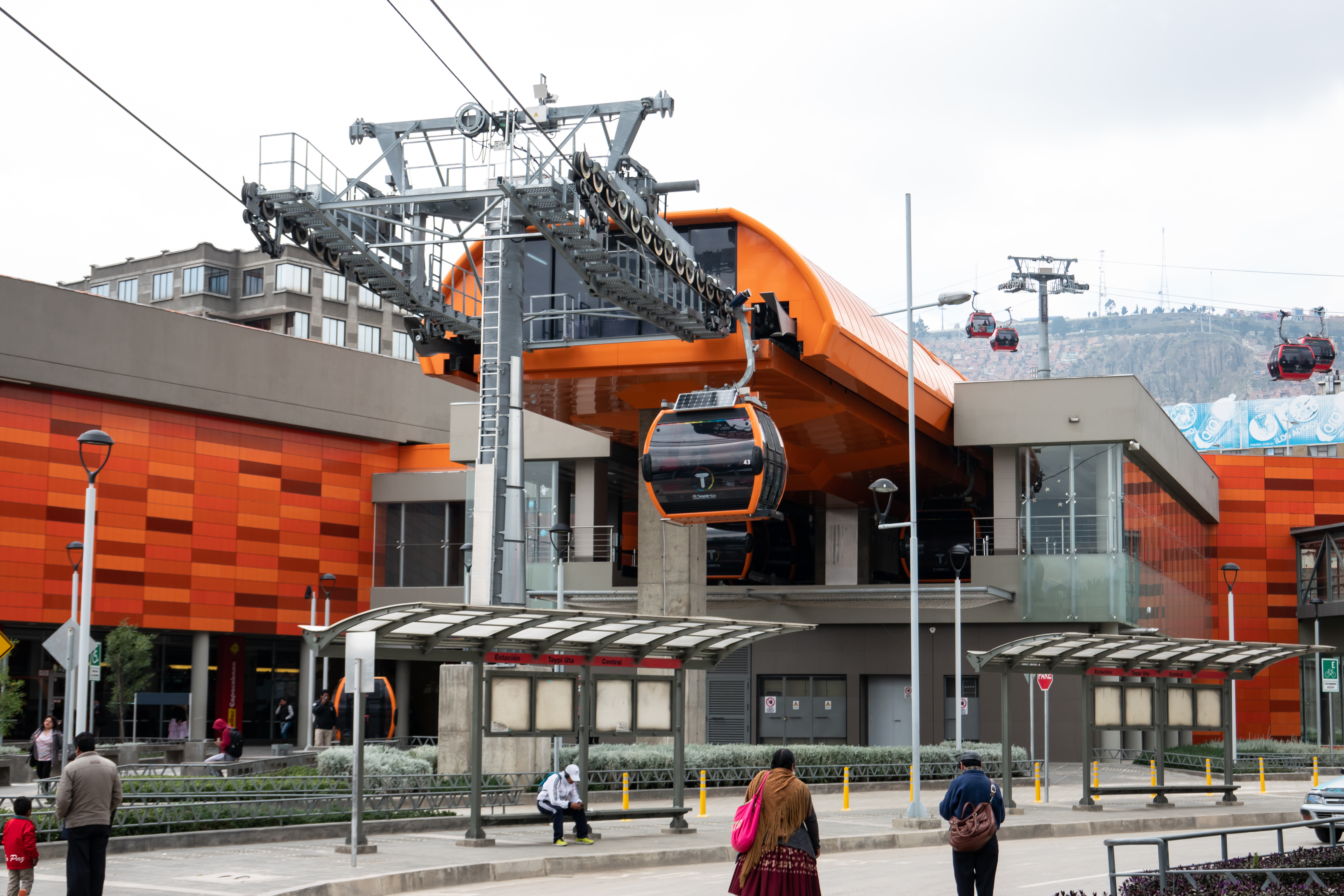
Estación Taypi Uta/Central de la línea naranja

La línea Naranja fue inaugurada el 29 de septiembre de 2017.
|        | Nombre         | Nombre           | Dirección |
| Aimara | Español        |                  | Dirección |
|        | Taypi Uta      | Central          | Avenida Manco Cápac, Exestación de ferrocarriles de La Paz, Zona Pura Pura. Estación compartida con la línea Roja. |
|        | Riosinho Pampa | Armentia         | Avenida Armentia, cerca al mercado Calama.                                                                         |
|        | Apachita       | Periférica       | Avenidas Litoral y Juan José Torrez. Cementerio La Llamita. Periférica                                             |
|        | Inalmama       | Plaza Villarroel | Plaza Villarroel. Zona Miraflores. Estación compartida con la línea Blanca.                                        |

### Línea Blanca

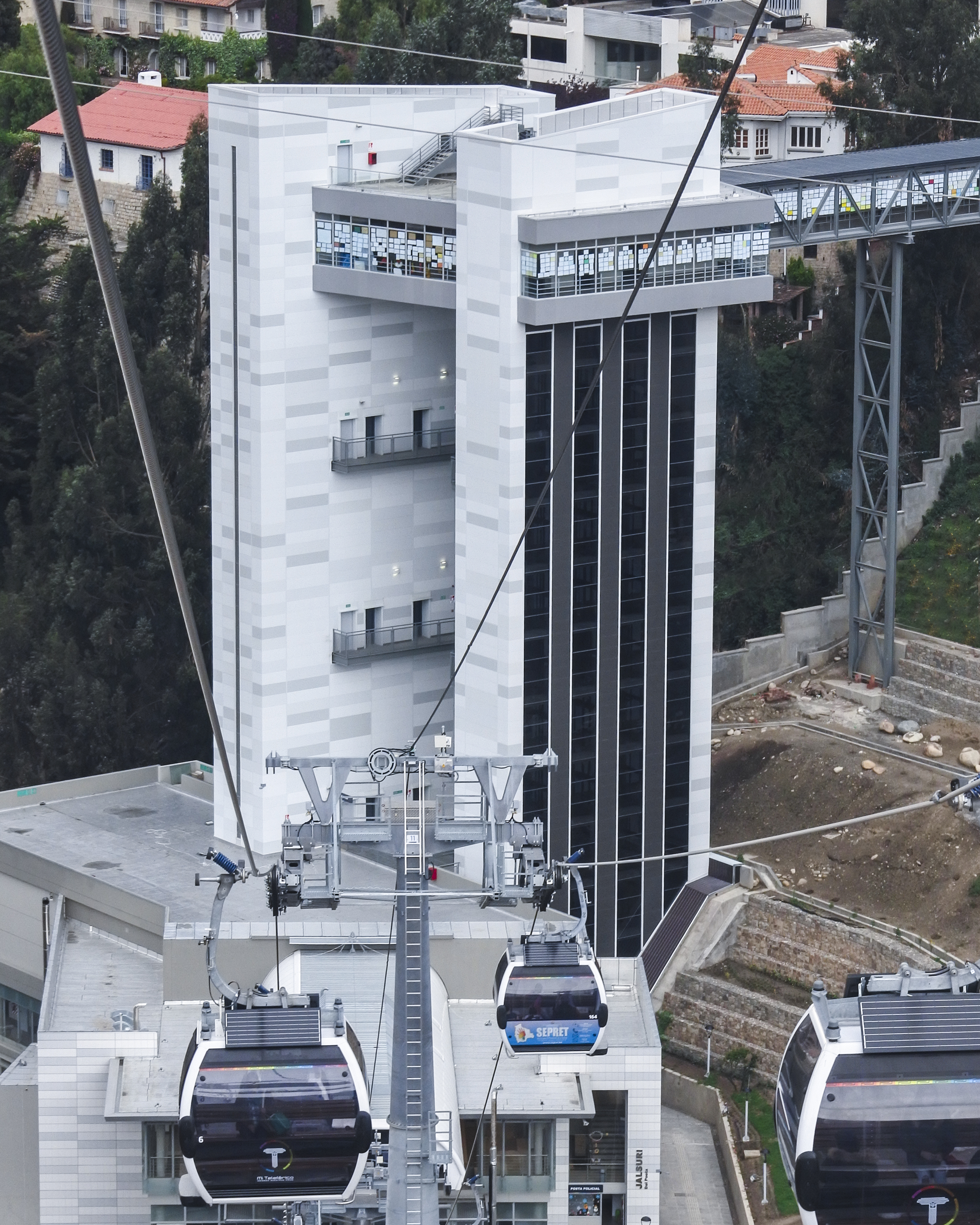
Estación Jalsuri/ Av. del Poeta de la línea blanca

La Línea Blanca fue inaugurada el 24 de marzo de 2018.
|        | Nombre      | Nombre           | Dirección |
| Aimara | Español     |                  | Dirección |
|        | Inalmama    | Plaza Villarroel | Plaza Villarroel. Zona Miraflores. Es una estación compartida con la Línea Naranja.                                                         |
|        | Qhuirwa Uma | Monumento Busch  | Cerca al Monumento a Busch, Avenida Busch, Zona Miraflores. Estación compartida con la Línea Café                                           |
|        | Kimsachata  | Plaza Triangular | Plaza Triangular, Avenida Busch, zona Miraflores                                                                                            |
|        | Jalsuri     | Del Poeta        | Avenida del poeta (con conexión a la Avenida Arce por un edificio de ascensores, zona San Jorge). Estación compartida con la Línea Celeste. |

### Línea Celeste

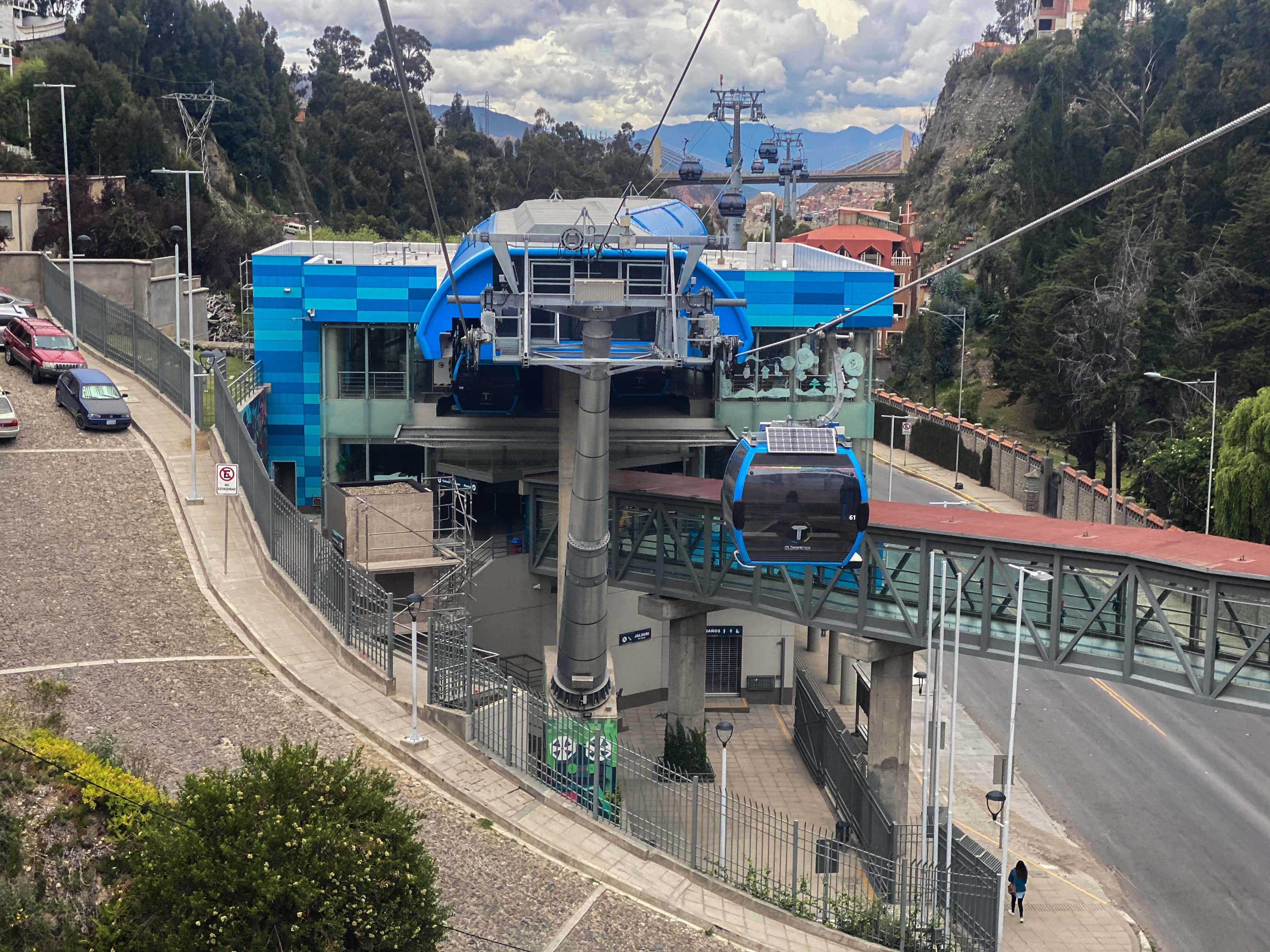
Estación Jalsuri/Av. del Poeta de la línea celeste

La Línea Celeste fue inaugurada en su primer tramo el 24 de marzo de 2018, (Estación Chuqui Apu a Estación Jalsuri) y el 14 de julio de 2018, el tramo completo.
|        | Nombre        | Nombre               | Dirección |
| Aimara | Español       |                      | Dirección |
|        | Chukiya Marka | El Prado             | Calle Bueno, entre Av. 16 de Julio y Av. Camacho                                                                                           |
|        | Layqa Quta    | Teatro al Aire Libre | Rotonda Montevideo sobre la avenida Del Poeta, próxima al Teatro al Aire Libre.                                                            |
|        | Jalsuri       | Avenida del Poeta    | Avenida del Poeta (con conexión a la Avenida Arce por un Edificio de ascensores, zona San Jorge). Estación compartida con la Línea Blanca. |
|        | Chuqui Apu    | Libertador           | Av. Libertador, a la altura de la Curva de Holguín (comienzo de la zona de Obrajes). Estación compartida con la Línea Verde y Amarilla.    |

### Línea Morada

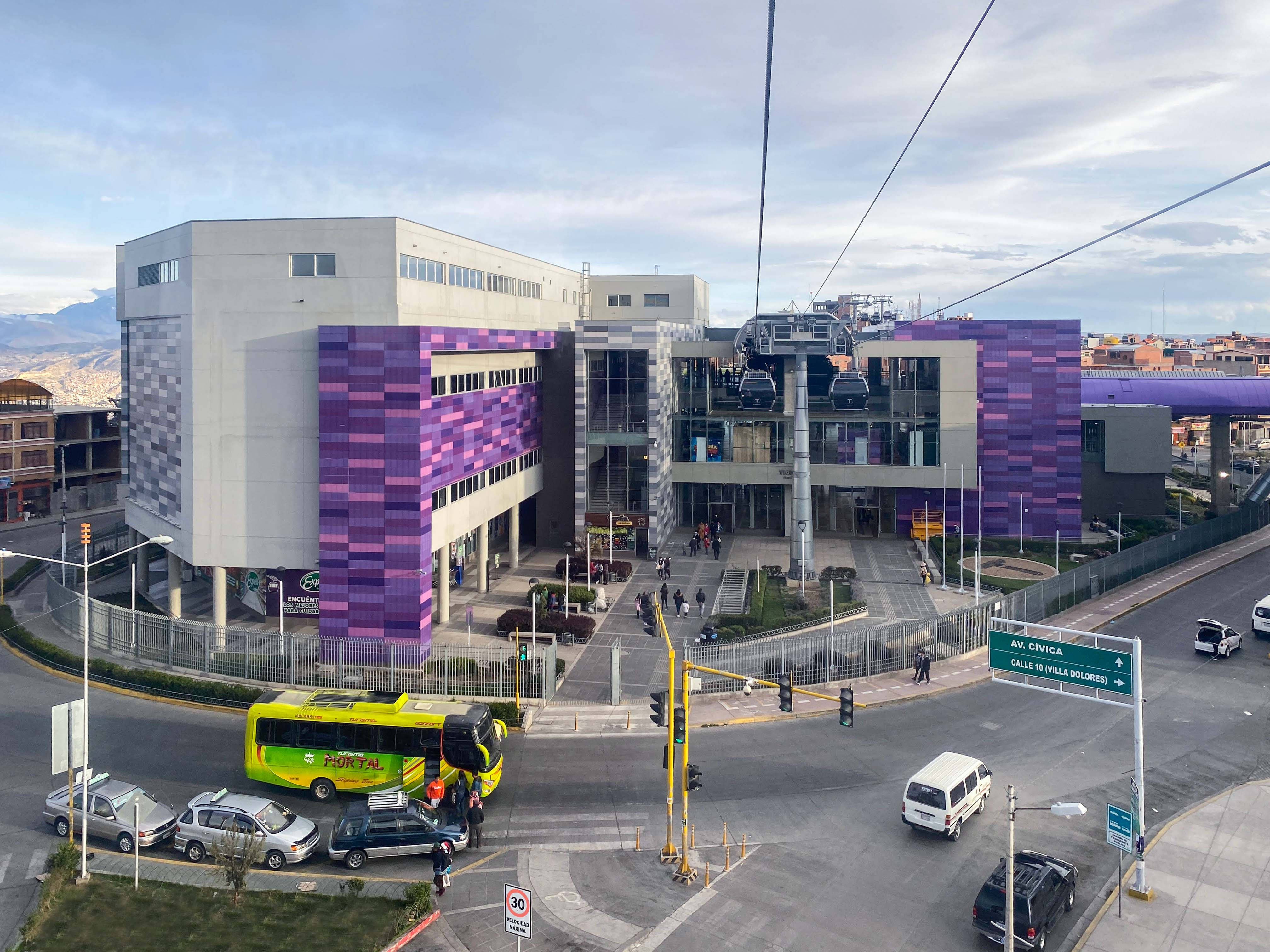
Estación Tiquira de la línea morada

La línea Morada fue inaugurada el 28 de septiembre de 2018.

|        | Nombre       | Nombre       | Dirección                                                                                                |
| Aimara | Español      |              | Dirección                                                                                                |
|        | Jach'a Thaki | 6 de Marzo   | Av. 6 de Marzo, frente al Batallón Ingavi y cerca a la oficina de la Aduana Nacional. Ciudad de El Alto. |
|        | Tiquira      | Faro Murillo | Faro Murillo, Avenida Cívica. Estación compartida con la Línea Plateada                                  |
|        | Utjawi       | San José     | Calles Murillo y Almirante Grau.                                                                         |

### Línea Café
La primera sección de la Línea Café fue inaugurada el 20 de diciembre de 2018. Y actualmente se encuentra en proyecto la ampliación de la misma hasta Pampahasi.
|        | Nombre       | Nombre          | Dirección                                                           |
| Aimara | Español      |                 | Dirección                                                           |
|        | Qhuirwa Uma  | Monumento Busch | Avenida Busch, Miraflores. Estación compartida con la Línea Blanca  |
|        | Pallqa Thaki | Las Villas      | Avenida 31 de Octubre entre las calles 1 y 2, Zona Bajo San Antonio |
|        | Pampahasi    | Pampahasi       | Predios de la Empresa Pública Social de Agua y Saneamiento (EPSAS)  |

### Línea Plateada
La Línea Plateada fue inaugurada el 9 de marzo de 2019.
|        | Nombre      | Nombre       | Dirección                                                                                         |
| Aimara | Español     |              | Dirección                                                                                         |
|        | Jacha Qhatu | 16 de julio  | El Alto, Avenida Panorámica Norte. Zona 16 de Julio. Estación compartida con la Línea Azul y Roja |
|        | Tiquira     | Faro Murillo | Faro Murillo, Avenida Cívica. Estación compartida con la Línea Morada                             |
|        | Qhana Pata  | Mirador      | El Alto, Av. Panorámica. Zona Ciudad Satélite. Estación compartida con la Línea Amarilla          |

### Línea Dorada
La línea Dorada fue anunciada y promocionada su construcción pero no se realizó por déficit económico del gobierno de Luis Arce (2020 - 2025)
|        | Nombre            | Nombre            | Dirección                                                                                 |
| Aimara | Español           |                   | Dirección                                                                                 |
|        | Irpawi            | irpavi            | La Paz, Avenida Rafael Pavón. Estación será compartida con la Línea Verde                 |
|        | Calacoto-Achumani | Calacoto-Achumani | La Paz, Avenida Ballivian Zona Calacoto y (Al Parecer también servirá a La Zona Achumani) |
|        | Cota Cota UMSA    | Cota Cota UMSA    | La Paz, Calle La Merced, Zona Cota Cota                                                   |
|        | Chasquipampa      | Chasquipampa      | La Paz, Calle 53, Zona Chasquipampa                                                       |

### Línea Carmesí
La línea Carmesí fue anunciada por el presidente Luis Arce, en fecha 6 de marzo de 2025, en la conmemoración por los 40 años de creación de la ciudad de El Alto, sin embargo no tiene fecha de inicio del proyecto, al  igual que la línea dorada y la ampliación de la línea cafe.
|        | Nombre    | Nombre             | Dirección |
| Aimara | Español   |                    | Dirección |
|        |           | Plaza Germán Busch | El Alto, Plaza Germán Busch |
|        |           | La Portada         | La Paz, La Portada |
|        | Taypi Uta | Central            | La Paz, Estación Central, Avenida Manco Cápac, Exestación de ferrocarriles de La Paz, Zona Pura Pura. Estación compartida con la línea Roja y Naranja. |

### Línea Turística Santuario Virgen del Socavón

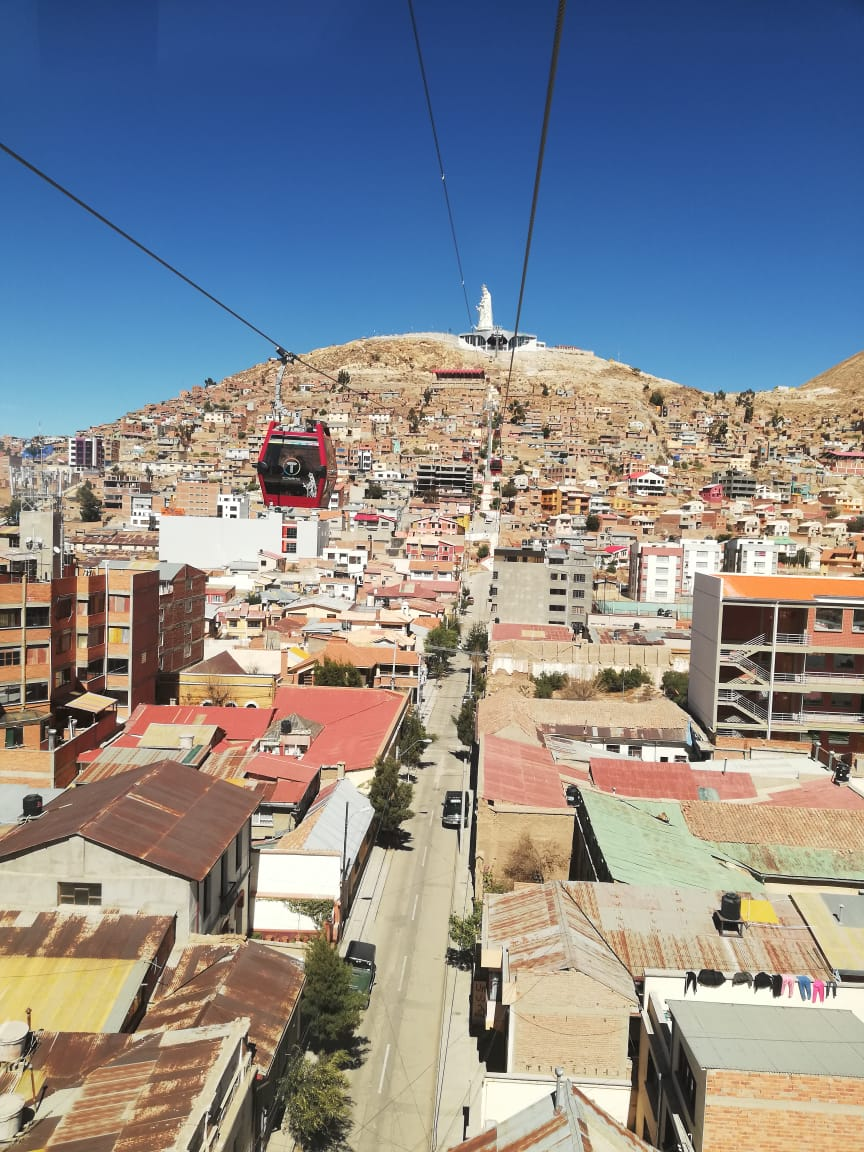
Trayecto de la Línea del Santuario en Oruro

La Línea Turística Santuario Virgen del Socavón fue inaugurada el 7 de febrero de 2018, en la ciudad de Oruro.
|  | Estación                                     | Dirección                                                              |
|  | Estación Socavón Plaza del Folklore          | Av. Junin, Zona Folklore, frente al Santuario de la Virgen del Socavón |
|  | Estación de la Virgen Monumento de la Virgen | Monumento a la Virgen del Socavón, ubicado en el cerro Santa Bárbara   |

### Plan Estratégico Empresarial 2020 - 2025
En 2020, luego de las elecciones de generales del 18 de octubre, la empresa Mi Teleférico publicó su plan estratégico empresarial en el cual muestra la propuesta de ejecución de 13 nuevas líneas para fortalecer la red de integración metropolitana.
|  | Línea              | Recorrido Propuesto                                                    |
|  | Línea P1           | Mallasa – Mallasilla – Estación Irpavi                                 |
|  | Línea P2 "Dorada"  | Chasquipampa – Cota Cota – C.26- C.21 – Estación Irpavi                |
|  | Línea P3           | Achumani – Irpavi II – V. Salomé - Pampahasi                           |
|  | Línea P4 "Cafe"    | Pampahasi – Las Villas                                                 |
|  | Línea P5           | Busch – Mercado Yungas - Prado                                         |
|  | Línea P6           | Terminal Minasa – Villa Fátima - Villarroel                            |
|  | Línea P7           | Achachicala – Av. General Torres – Estación Central                    |
|  | Línea P8 "Carmesi" | Plaza Germán Busch – La Portada – Estación Central                     |
|  | Línea P9 "Rosada"  | Faro Murillo – Mercado Uruguay - Tránsito                              |
|  | Línea P10          | Faro Murillo – Buenos Aires – Plaza del Estudiante                     |
|  | Línea P11          | Molino Andino – Rosas Pampa – D1 – Ciudad Satélite – Faro Murillo      |
|  | Línea P12          | 21 de Diciembre – Rosas Pampa                                          |
|  | Línea P13          | Ciudad Satélite – Buenos Aires – Llojeta 1 – Llojeta 2 – E. Libertador |
|  | Línea P14          | 6 de Marzo – Aeropuerto Internacional de El Alto                       |

De estas 14 líneas propuestas, según el plan estratégico empresarial se tenía previsto la construcción de 4 en la tercera fase hasta 2025 durante el gobierno de Luis Arce, las cuales serían las líneas: P4, P8, P9 Y P11 pero no se logró ejecutar ninguna.
El 15 de julio de 2023 en la sesión de honor por el 214 aniversario de la ciudad de La Paz el mandatario Luis Arce comprometió la construcción de la ampliación de la línea café de Mi Teleférico (Línea P4) desde la estación cruce de Villas hasta la zona de Pampahasi con un crédito de 62 millones de dólares del Banco Interamericano de Desarrollo, el proyecto de ley para el préstamo fue rechazado en 2024 por la cámara de senadores al haber un supuesto sobreprecio, hecho que fue negado por el ministerio de Obras Públicas como por la empresa de Mi Teleférico.
El 6 de marzo de 2025 en la sesión de honor por el 40 aniversario de la ciudad de El Alto el mandatario nuevamente comprometió la construcción de una nueva línea de teleférico para aumentar la conectividad de la ciudad de El Alto con la ciudad de La Paz, la línea "Carmesí" (Línea P8), que contaría con tres estaciones y tendría un presupuesto de inversión de 92 millones de dólares que también sería financiado por el Banco Interamericano de Desarrollo mediante un préstamo.

## Mi Parqueo y Parque de las Culturas y de la Madre Tierra
Mi Teleférico ofrece a sus usuarios espacios de parqueo para automóviles y motocicletas en planes diarios y mensuales en 4 de sus estaciones (Estación Central y Estación Cementerio de la Línea Roja; Estación Irpavi de la Línea Verde; y Estación Obelisco de la Línea Morada), dicho servicio es conocido como Mi Parqueo.
En julio de 2021, Mi Teleférico inauguró el Parque de las Culturas y de la Madre Tierra, en inmediaciones de la Estación Central. Construida sobre una superficie de al menos 53.500 metros cuadrados. Parque destinado para actividades familiares y culturales tales como aguas danzantes, juegos interactivos, e infantiles, y actividades artísticas.
La tarifa general de ingreso al parque de martes a viernes es de Bs. 5 para adultos y de  Bs. 3 para niños y de Bs. 10 para adultos y de  Bs. 5 para niños los fines de semana y feriados.

## Tarifas y medios de pago

### General

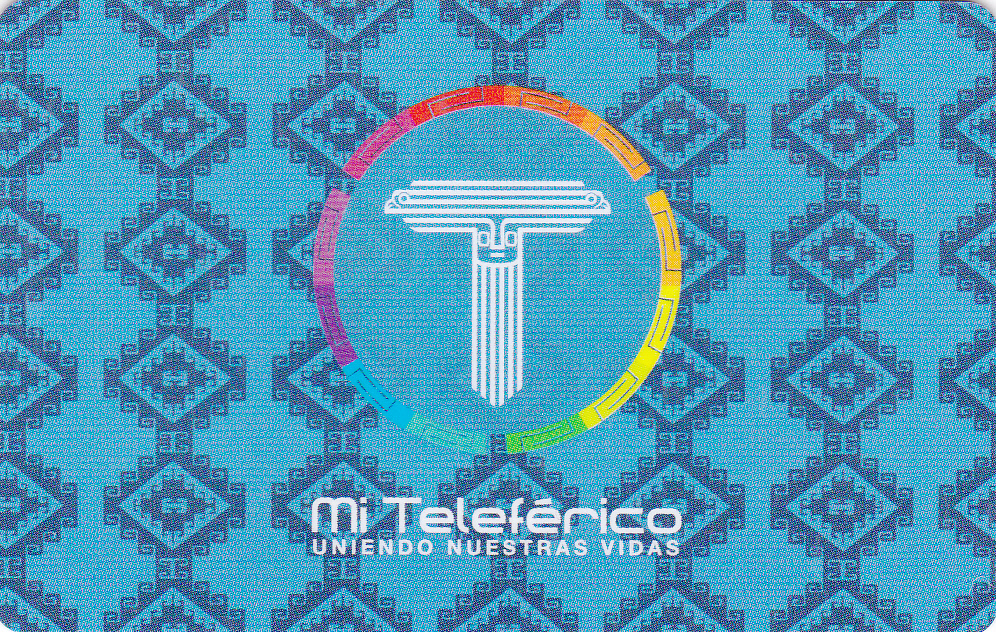
Tarjeta inteligente

La tarifa general por un recorrido en una línea es de Bs. 3 (43 centavos de dólar en 2018).

### Preferenciales
La tarifa preferencial es de Bs 1.50 previo trámite de tarjeta personalizada para: estudiantes hasta los 24 años, adultos mayores y personas con discapacidad.

### Tipo de billetaje
Se puede comprar boletos únicos, boletos inteligentes (BI), recargar saldo con tarjetas inteligentes recargables en formato físico y tarjetas virtuales a través de la aplicación "Yala", disponible para iOS y Android. Los pagos pueden realizarse con dinero en efectivo, tarjetas de débito o aplicaciones de billetera móvil como Tigo Money.

### Transbordos y pases libres
Cuando, luego de viajar en una línea, se hace un transbordo a otra línea, el costo por cada trasbordo es de Bs 2 y en la tarifa preferencial es de Bs 1. Es decir, la primera línea cuestra Bs 3, y todos los siguientes transbordos cuestan Bs 2. Para acceder a este descuento se debe comprar el boleto "BI" indicando el destino final. Al utilizar la tarjeta física o virtual el descuento es automático.
El 10 de mayo de 2024, Mi Teleférico, lanzó una promoción denominada "T Conviene", que consiste que por cada Bs 20 de recarga en las tarjetas físicas o virtuales la empresa otorgará 2 pases libres promocionales de forma inmediata a través del Sistema de billetaje, sin límites para todas las recargas que sean múltiplos de 20.
El 4 de junio de 2024, Mi Teleférico junto con Tigo Money, lanzó una promoción denominada "Recarga T", que consiste en realizar una recarga únicamente de Bs 10 desde tu tarjeta física de Mi Teleférico o virtual por la App Yala-Mi Teleférico, el usuario es abonado con Bs 10 de dinero electrónico en su Billetera Tigo Money.

### Transporte de bicicletas
El acceso de bicicletas se realiza con el pago de un pasaje extra por la bicicleta. Como excepción, los días domingos, en las líneas Amarilla y Verde, el transporte de la bicicleta es gratuito.

### Tarjetas inteligentes
Desde la inauguración de la primera línea en 2014, se pusieron a disposición de los usuarios tarjetas inteligentes, en las cuales se puede recargar crédito y así evitarse comprar boletos. En un principio existían cuatro tipos de tarjetas: normal, especial, turística y nominal o personalizada.
En la actualidad la empresa ofrece la Tarjeta General o Familiar cuyo costo es  Bs. 30 y contiene Bs. 15 de crédito; la Tarjeta Preferencial destinada a personas adultas mayores y personas con discapacidad el costo es de Bs. 20 y contiene Bs. 5 de crédito; la Tarjeta Estudiantil destinada a estudiantes de entre 3 a 24 años con un costo es de Bs. 20 y contiene Bs. 5 de crédito.Mi Teleférico también ha emitido tarjetas especiales y coleccionables en colaboración con empresas como Cine Center, con la que el usuario accedía a descuentos especiales en entradas para películas; y en colaboración con equipos de fútbol entre estos The Strongest, Bolívar y San José. En abril de 2024, mi teleférico convirtió la línea amarilla en la Línea Aurinegra en conmemoración de los 116 años del club The Strongest, donde cada estación fue adornada con una temática stronguista, además que se puso a la venta una colección de 4 diseños de tarjetas inteligentes de edición limitada a un costo de Bs. 116 y con Bs. 80 de crédito.

### Tarjetas virtuales
Desde noviembre de 2022, la empresa habilito la opción de portar de tarjetas virtuales en los teléfonos celulares que cuenten con la tecnología NFC en Android o generando un Código QR en iOS a través de la aplicación "Yala".

## Conexiones e intercambios modales
El 27 de diciembre de 2014, después de meses operando de manera independiente, los  sistemas de transporte La Paz Bus y Mi Teleférico se conectan, para el intercambio de pasajeros, en la estación Chuqui Apu, así mismo se procederá con el  Bus Municipal de El Alto.
Es desde el principio de sus actividades el Bus Sariri (sistema de Buses municipales de El Alto), cuentan con paradas de intercambio con Mi Teleférico en las estaciones Qhana Pata y Jach’a Qhathu.
La estación de Obrajes cuenta con un funicular de más 70 m de longitud, que permite acceder a los pasajeros desde la calle 17 de Obrajes.
En 2024, el gerente de Mi Teleférico, Alejandro Gonzáles, informo que la empresa proyecta unir la estación 6 de Marzo de la línea Morada y el interior del Aeropuerto Internacional de El Alto con buses eléctricos a través de un carril exclusivo.

### Sistema unificado de cobro Mi Teleférico-Buses Municipales
Unificar Mi Teleférico, La Paz Bus y el Bus Municipal de El Alto mediante un sistema único de cobro que permita hacer viajes con un solo, aún no tiene fecha, aunque en 2017 se realizaron pruebas y compromisos interinstitucionales.
En septiembre de 2024, Mi teleférico y el Gobierno Autónomo Municipal de La Paz firmaron un convenio interinstitucional que permitirá establecer un Sistema Integrado de Transporte. Con este nuevo convenio, se habilitarán paradas de los buses Pumakatari y los Chikititi en las estaciones de Mi Teleférico, además de lograr la integridad física, operativa y la tarifaria, entre las dos instituciones.

### Ciclismo
Las tres entidades a cargo de la administración de los servicios públicos de transporte han realizado compromisos y esfuerzos para permitir la integración modal efectiva de bicicletas.

## Incidente
A las 19:45 del 14 de febrero de 2015 (comienzo de los feriados de Carnaval) un árbol de eucaliptus cayó golpeado una cabina vacía de la línea amarilla en el trayecto Quta Uma-Suphu Kachi y sacando el cable de la polea guía de las torres 26 y 27, lo que detuvo el sistema dejando atrapados a 40 ocupantes de las cabinas por más de tres horas. En el incidente resultaron 18 pasajeros con distintas heridas, sin mayores daños personales de consideración ni materiales.

### Controversias por construcción de la Línea Blanca
Con el comienzo de la construcción de la línea blanca, en junio de 2015, surgieron voces de rechazo, encabezadas principalmente por el alcalde de La Paz Luis Revilla. El alcalde propuso un cambio de trazo de la línea, indicando que ese cambio coincide con la propuesta original del presidente.  La empresa constructora argumentó que tal cambio de trazo costaría muchos millones, algo el alcalde negó. Otra institución que hizo conocer su inconformidad con este proyecto fue la Junta de Vecinos de Miraflores, que manifestó su preocupación ante la posibilidad de destrucción del patrimonio, daño ambiental por pérdida de áreas verdes y la eventual devaluación inmobiliaria por causa de la construcción de una línea que ocupe el centro de la Avenida Busch.[cita requerida] El día 2 de julio un centenar de vecinos del barrio  bloquearon momentáneamente el tráfico de la Avenida Busch expresando su rechazo a este trazado y pidiendo retomar el proyecto original que pasaría por la ladera este de la ciudad. Al mismo tiempo otro grupo de vecinos realizó una contraprotesta en el centro de la ciudad de La Paz apoyando la construcción de la línea Blanca por la Avenida Busch.[cita requerida]

### Embotellamiento de cabinas
El 23 de julio de 2018 hubo colisiones en al menos 8 cabinas durante operaciones realizadas por la empresa en horas de la madrugada, fuera del horario de atención a usuarios. El evento no supuso daños personales de ningún tipo y tras las evaluaciones de protocolo el servicio al usuario se reinició  a horas 10:00 de la mañana.

### Actos impúdicos
En 2014, una pareja grabó un vídeo de 3 minutos dónde mantenía relaciones sexuales en una cabina de la línea roja. La red de monitoreo de Mi Teleférico encontró el vídeo, en una comunidad de intercambio de parejas en la red social Facebook, por lo que en 2016 la empresa inició acciones legales en contra de los infractores, que hasta ahora no se conoce la sentencia.
En 2022, en marzo una pareja fue captada en un vídeo de Tik Tok teniendo relaciones sexuales en la pasarela de la curva de Olguín de la estación del teleférico. En abril de ese mismo año se detuvo a 2 hombres y 1 mujer en instalaciones de la línea morada cuando pretendían filmar escenas de contenido sexual, en una de las cabinas.

### Fallecimientos
En 2018, tras acceder a un espacio restringido cuyo ingreso había sido dejado abierto, un usuario falleció como consecuencia de una caída tras ser golpeado por una cabina en la zona de ascenso de las mismas.
En septiembre de 2020 falleció un trabajador de limpieza de la empresa TOTE`S, tras caer unos 50 metros cuando estaba en un arnés sujetado por una cuerda, realizando sus labores.